# دانشگاه ایالتی مورگان
دانشگاه ایالتی مورگان (انگلیسی: Morgan State University) دانشگاه دولتی و دانشگاه تاریخی سیاه‌پوستان مستقر در شهر بالتیمور در ایالت مریلند در ایالات متحده آمریکا است.

## نگارخانه

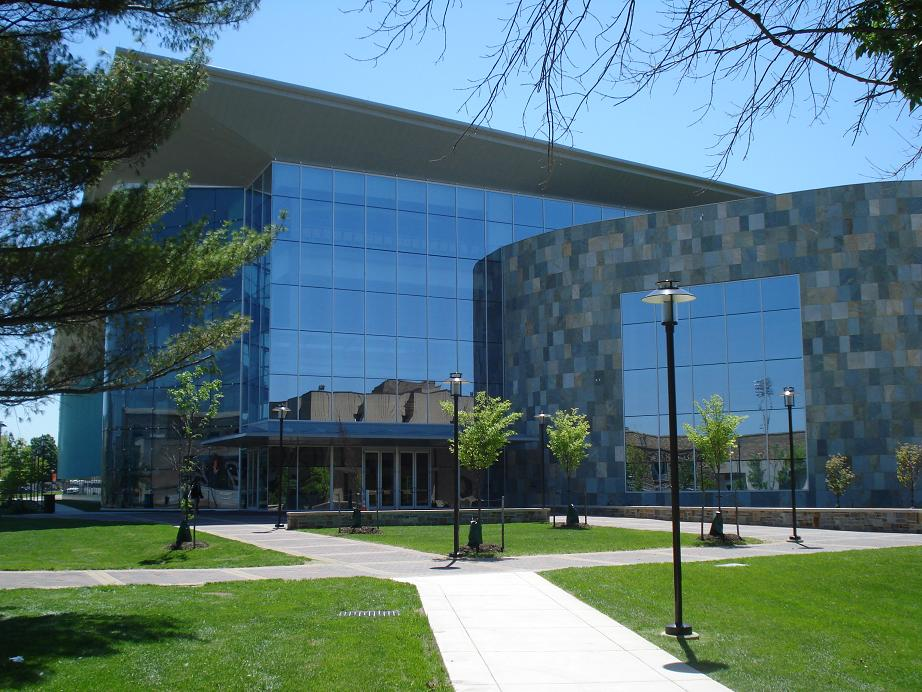
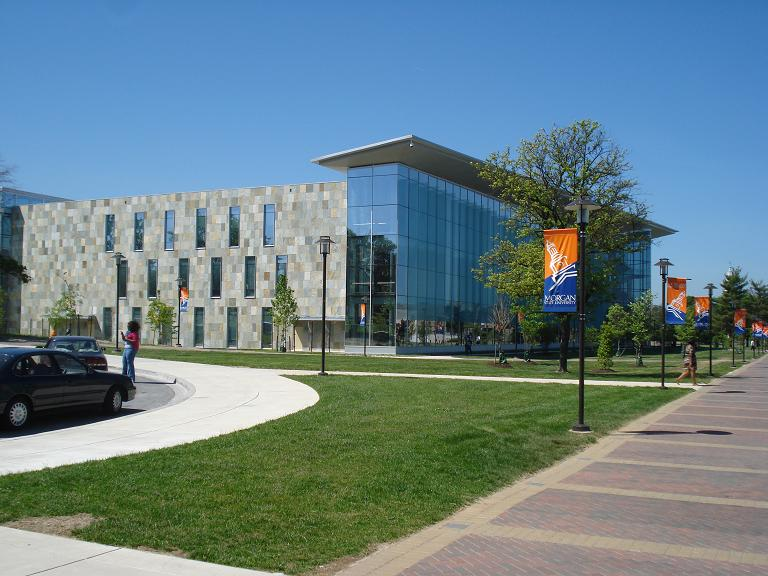
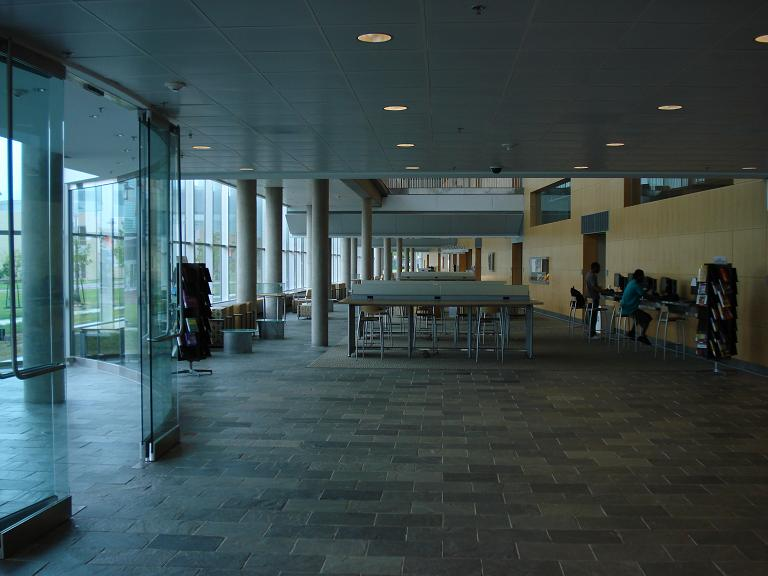
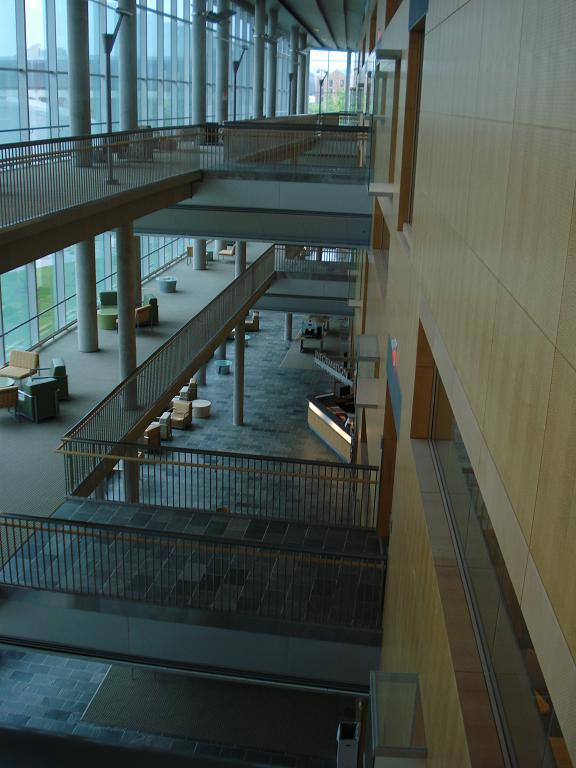
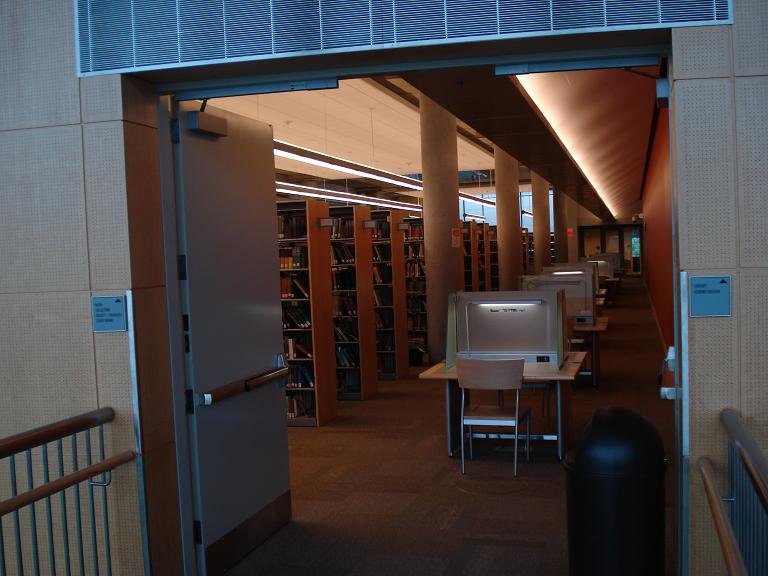
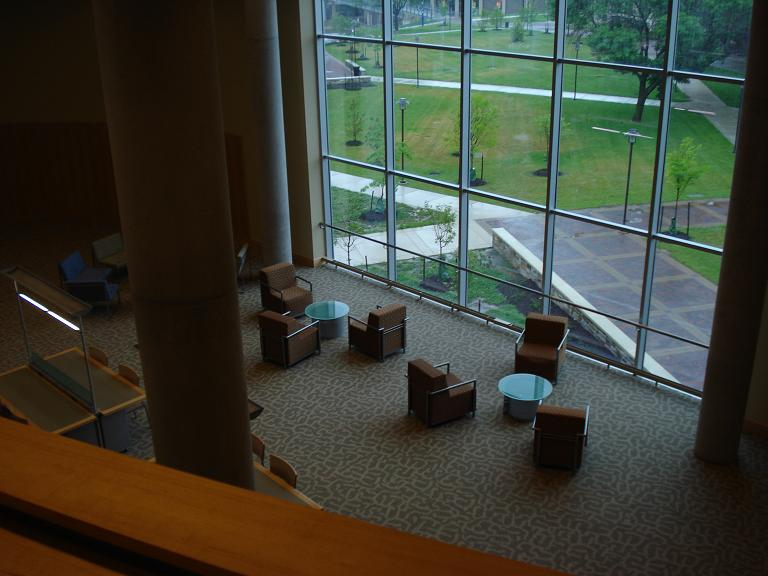